# Лоуренс (округ, Іллінойс)
Шаблон:StateAbbr_ 38°43′ пн. ш. 87°44′ зх. д. / 38.72° пн. ш. 87.73° зх. д.
Округ  Лоуренс (англ. Lawrence County) — округ (графство) у штаті  Іллінойс, США. Ідентифікатор округу 17101.

## Історія
Округ утворений 1821 року.

## Демографія
За даними перепису 
2000 року 
загальне населення округу становило 15452 осіб, зокрема міського населення було 7861, а сільського — 7591.
Серед мешканців округу чоловіків було 7362, а жінок — 8090. В окрузі було 6309 домогосподарств, 4254 родин, які мешкали в 7014 будинках.
Середній розмір родини становив 2,89.
Віковий розподіл населення поданий у таблиці:
| Стать    | До 15 років | 15-21 | 22-29 | 30-39 | 40-49 | 50-65 | 65-85 | Понад 85 |
| -------- | ----------- | ----- | ----- | ----- | ----- | ----- | ----- | -------- |
| Чоловіки | 1478        | 674   | 652   | 995   | 1161  | 1177  | 1066  | 159      |
| Жінки    | 1389        | 708   | 656   | 966   | 1167  | 1316  | 1476  | 412      |

## Суміжні округи
- Кроуфорд — північ
- Нокс, Індіана — схід
- Вабаш — південь
- Ричленд — захід

## Виноски
1. ↑  U.S. Decennial Census. United States Census Bureau. Архів оригіналу за 12 травня 2015. Процитовано 6 липня 2014.
2. ↑  Historical Census Browser. University of Virginia Library. Архів оригіналу за 11 серпня 2012. Процитовано 6 липня 2014.
3. ↑  Population of Counties by Decennial Census: 1900 to 1990. United States Census Bureau. Архів оригіналу за 24 квітня 2014. Процитовано 6 липня 2014.
4. ↑  Census 2000 PHC-T-4. Ranking Tables for Counties: 1990 and 2000 (PDF). United States Census Bureau. Архів оригіналу (PDF) за 18 грудня 2014. Процитовано 6 липня 2014.
5. ↑  State & County QuickFacts. United States Census Bureau. Архів оригіналу за 6 червня 2011. Процитовано 6 липня 2014.(англ.) Наведено за англійською вікіпедією.
6. ↑  American FactFinder. Бюро перепису населення США. Архів оригіналу за 26 лютого 2012. Процитовано 31 січня 2008.

| США | Це незавершена стаття з географії США. Ви можете допомогти проєкту, виправивши або дописавши її. |